# Liste der Ehrenbürger von Moosburg an der Isar
Die Stadt Moosburg an der Isar hat seit 1879 12 Personen das Ehrenbürgerrecht verliehen. Sie würdigt damit jene Personen, die sich in herausragender Weise für die Stadt verdient gemacht haben.
Möglicherweise waren zuvor weitere Ehrenbürgerschaften ausgesprochen worden. Urkunden hierzu wurden jedoch beim großen Stadtbrand des Jahres 1865 vernichtet.
Hinweis: Die Auflistung erfolgt chronologisch nach Datum der Zuerkennung.

## Die Ehrenbürger der Stadt Moosburg an der Isar
1. Vitus Schmitt (* 1816 in Beyharting; † 29. Januar 1881 in Moosburg an der Isar)
Geistlicher Rat
Verleihung 1879
Schmitt wirkte von 1861 bis 1878 als Stadtpfarrer in Moosburg. Er wurde für seine Verdienste um Kirche, Schule und Stadt, sowie die Stiftung des städtischen Kindergartens geehrt.
2. Karl Engel (* 1829 in Taufkirchen (Vils); † 20. März 1892 in Moosburg an der Isar)
Verleihung am 15. Juni 1887
Engel war von 1878 bis 1892 Stadtpfarrer in Moosburg und zudem Distriktsschulinspektor und Kammerer. Zum Ehrenbürger wurde er für seine Verdienste um Stadt- und Kirchenangelegenheiten ernannt.
3. Sebastian Mark († 30. März 1903)
Kgl. Oberamtsrichter
Verleihung am 7. November 1888
Mark war von 1869 bis 1892 als Oberamtsrichter am Gericht in Moosburg tätig. Die Gründe für die Verleihung der Ehrenbürgerschaft sind nicht bekannt.
4. Franz Knier (* 1821 in München; † 24. November 1901 in Moosburg an der Isar)
Benefiziat
Verleihung am 26. Februar 1897
Knier war von 1864 bis 1901 Benefiziat und Kapitelkammerer in Moosburg. Auch bei Knier sind die Gründe für die Verleihung der Ehrenbürgerschaft sind nicht mehr bekannt.
5. Franz Seraph Härtlmayr (* 16. September 1837 in Binabiburg; † 18. August 1914 in Moosburg an der Isar)
Geistlicher Rat
Verleihung am 25. August 1907
Härtlmayer wirkte von 1892 bis 1908 als Stadtpfarrer und Distriktsschulinspektor. Für seine Verdienste um Schule und Stadt, sowie die Stiftung des Moosburger Waisenheimes ehrte die Stadt ihn mit der Ehrenbürgerschaft. Zudem ist nach ihm eine Gasse benannt.
6. August Ostenrieder (* 8. September 1872 in München; † 20. Dezember 1952 in München)
Kommerzienrat
Verleihung am 22. August 1952
Ostenrieder gilt als Begründer der chemischen Industrie in Moosburg. Nach ihm wurde auch eine Straße benannt.
7. Dr. Michael Schottenhamel (* 17. November 1898 in München; † 25. Dezember 1971 in Wörth an der Donau)
Fabrikdirektor
Verleihung am 13. November 1958
Mit seinem Unternehmen gilt Schottenhamel als Begründer der Fördermittelindustrie in Moosburg.
8. Fritz Driescher (* 18. Dezember 1910 in Kapellen; † 4. Dezember 1986 in Moosburg an der Isar)
Fabrikbesitzer
Verleihung am 26. April 1963
Mit der Verleihung der Ehrenbürgerschaft wurden Drieschers außergewöhnliche Schenkungen und Stiftungen für Heime und Schulen gewürdigt. Nach ihm ist auch eine Straße benannt.
9. Karl Weber (* 31. Oktober 1894 in Neufraunhofen; † 11. Juni 1964 in Freising)
Verleihung am 30. April 1964
Weber war von 1927 bis 1964 Benefiziat und Chordirektor in Moosburg tätig. In Würdigung seiner Verdienste um die Jugenderziehung, die Musikpflege und die Heimatforschung wurde er zum Ehrenbürger ernannt.
10. Dipl.-Ing. Jakob Loef (* 28. Juli 1898 in Boppard; † 6. Dezember 1992)
Fabrikdirektor
Verleihung am 3. Juli 1973
Gewürdigt wurden seine Verdienste um den Aufbau und die Entwicklung der Firma Steinbock, sowie die Förderung der Sportjugend.
11. Max Bengl (* 4. März 1915 in Kempten (Allgäu); † 1996)
Geistlicher Rat
Verleihung am 16. März 1980
Bengl war zunächst von 1946 bis 1955 als Kaplan in Moosburg und von 1967 bis 1984 als Stadtpfarrer. Zum Ehrenbürger ernannt wurde er in Würdigung und Wertschätzung seines langjährigen Wirkens als Stadtpfarrer und seiner besonderen Verdienste um die Renovierung der Kirchenbauten, der Errichtung des katholischen Pfarrheimes und des Ausbaues der Kindergärten in Moosburg.
12. Oscar Hertel (* 19. Juni 1908 in Schonungen; † 15. Oktober 1995 in Moosburg)
Zahnarzt und Altbürgermeister
Verleihung am 2. Mai 1980
Hertel war von 1952 bis 1960 Stadtrat. Im Anschluss fungierte er von 1960 bis 1965 als 2. Bürgermeister und von Oktober 1965 bis April 1978 als 1. Bürgermeister der Stadt. In dankbarer Würdigung und Wertschätzung seiner langjährigen kommunalpolitischen Arbeit für die Stadt, sowie seiner Verdienste um ihre Entwicklung wurde er mit der Verleihung der Ehrenbürgerschaft geehrt.